# Бреме (Німеччина)
Бреме (нім. Brehme) — громада в Німеччині, розташована в землі Тюрингія. Входить до складу району Айхсфельд. Складова частина об'єднання громад Лінденберг/Айхсфельд.
Площа — 5,28 км2. Населення становить 1102 ос. (станом на 31 грудня 2021).

## Галерея

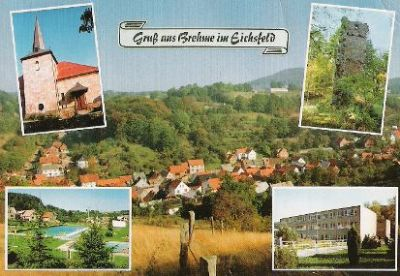
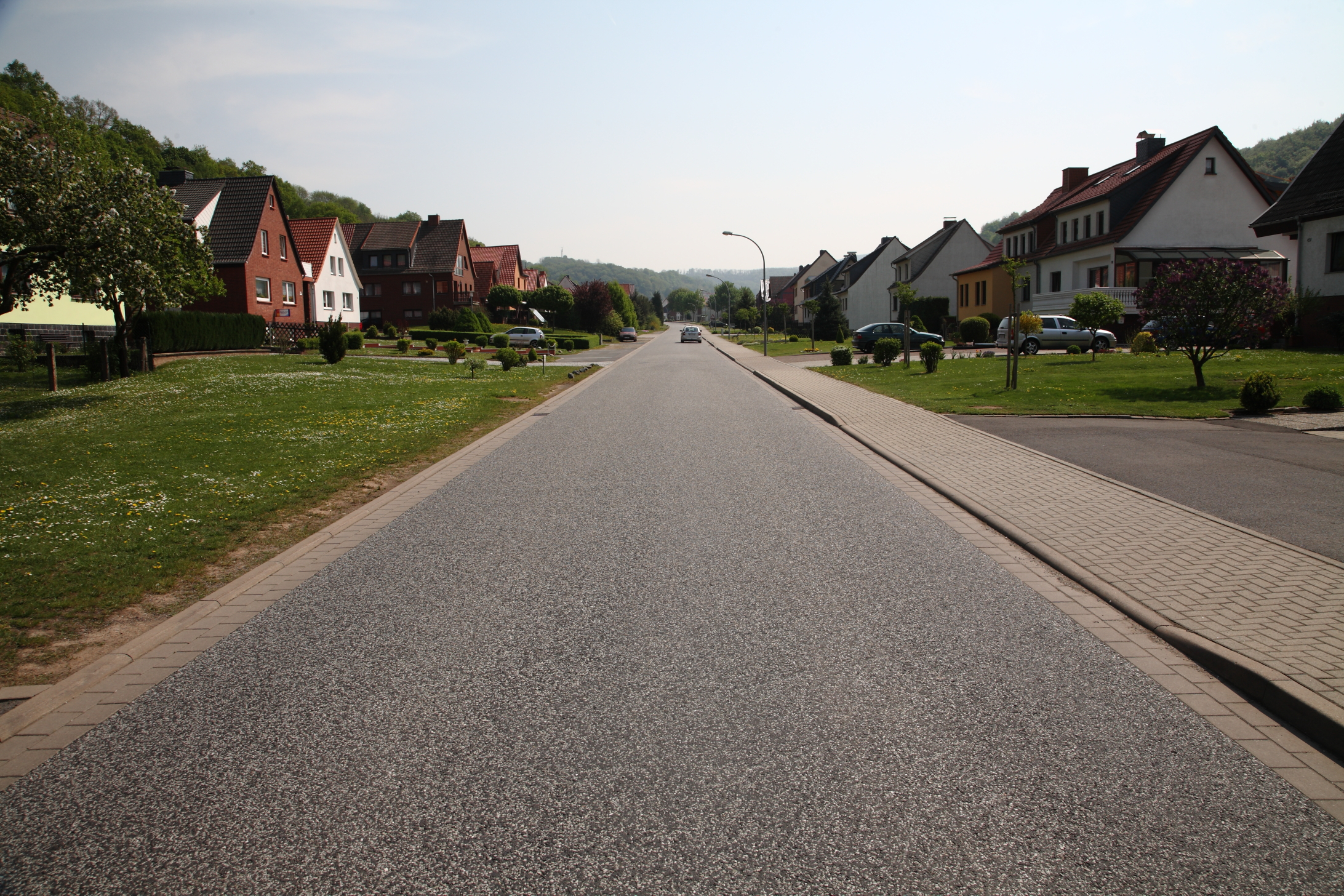
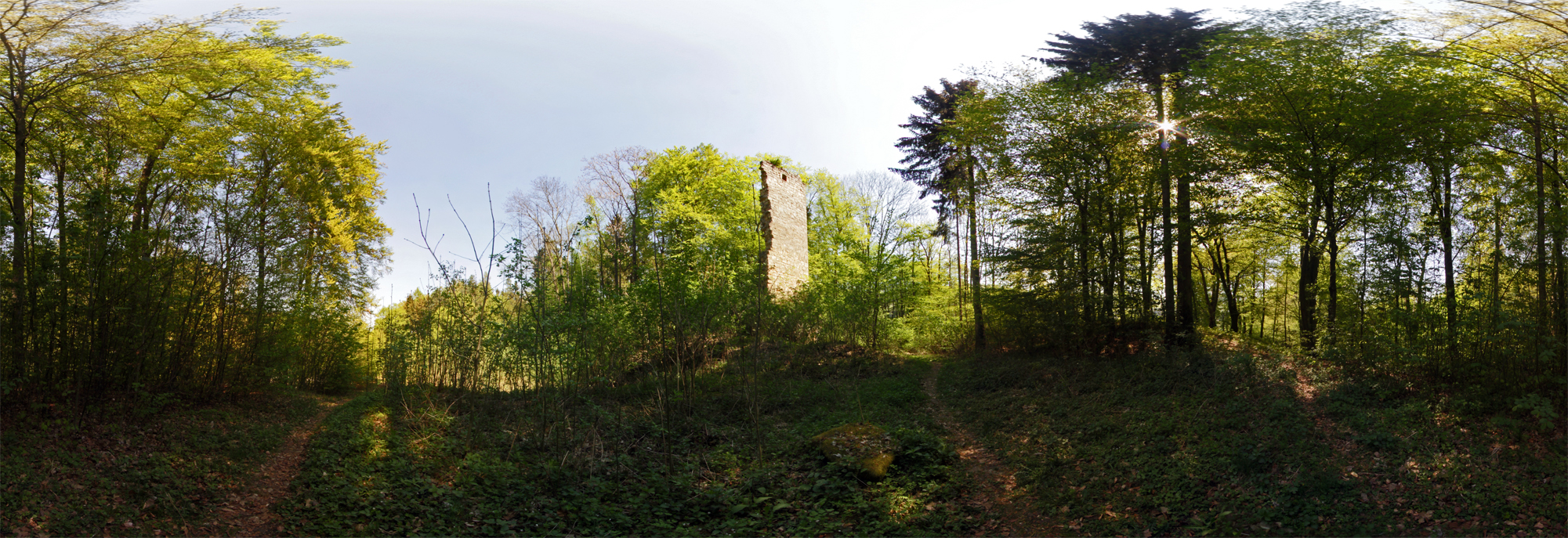